# Географ (кратер)
Географ (англ. Geographe) — небольшой марсианский ударный кратер, расположенный на плато Меридиана. Координаты кратера — 1°57′57″ ю. ш. 5°30′49″ з. д. / 1,9660083° ю. ш. 5,5137667° з. д.. Диаметр кратера составляет порядка 12 метров. Находится примерно в 1124 м южнее от гораздо большего по размеру кратера Эндьюранс и в 2787 м севернее от кратера Эребус. Совсем рядом с данным кратером расположено ещё 2 кратера — Натуралист и Инвестигатор. Эти кратеры, вместе с кратером Географ, получили прозвище «кратеры-тройняшки» (англ. Triplet craters), так как вероятнее всего образовались от одного космического тела, развалившегося перед ударом о поверхность на несколько частей. Кратер Географ, вместе с двумя остальными, был осмотрен марсоходом «Оппортьюнити» 24 февраля-3 марта 2005 года (387-394 сол с момента посадки): в этот период времени марсоход делал панорамные снимки кратера и близлежащей местности, делал подробные снимки горных обнажений около кратера при помощи микрокамеры, изучал геологический характер поверхности при помощи панорамной камеры, которая фотографирует с использованием различных светофильтров, а также предпринимал попытки запечатлеть марсианские облака, однако его действия успехом не увенчались. Вокруг и внутри кратера разбросана горная порода, которая была выброшена при ударе, сформировавший этот кратер.

Кратер Географ, снятый «Оппортьюнити» 27 февраля 2005 года (390 сол).

|                                                                                        |
| Кратер Географ (псевдоцвета, приближенные к истинным), 26 февраля 2005 года (389 сол). |